# Carl Emanuel Brunner

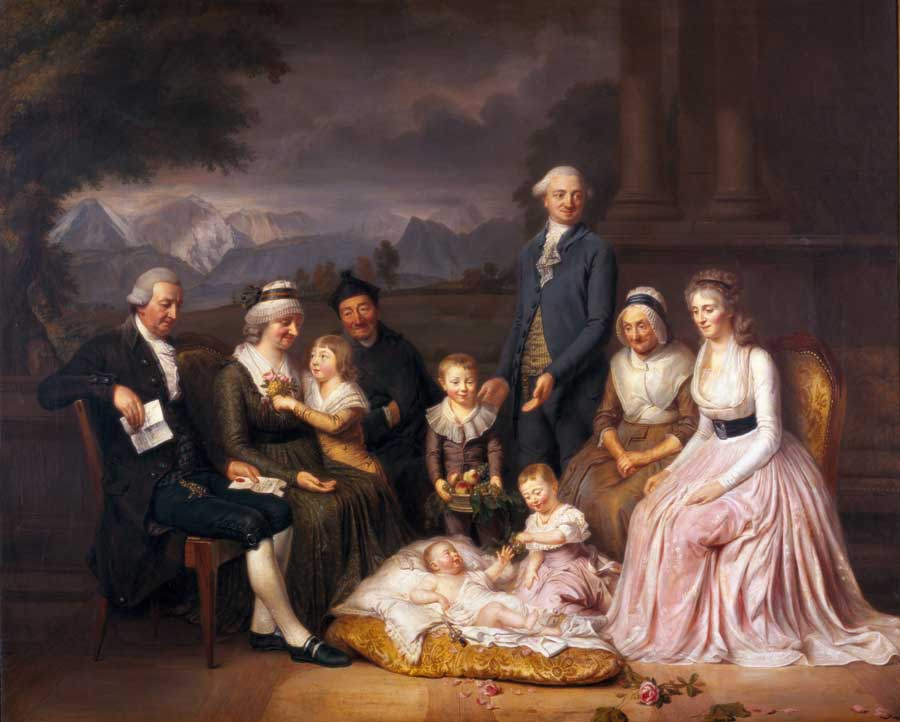
Carl Emanuel Brunner som barn omgiven av sin familj, målning av Pierre-Nicolas Legrand (1796).

Carl Emanuel Brunner, född den 25 januari 1796 i Bern, död där den 22 mars 1867, var en schweizisk kemist.
Brunner var först apotekare i Bern och sedan professor i kemi och farmaci där. Han är främst bekant genom sina eudiometriska försök, det vill säga undersökningar av beståndsdelarnas mängd i en gasblandning. Hans metod att genom vägning bestämma vattengasens mängd i luften – varvid denna gas upptages av pimpstensstycken, indränkta med svavelsyra – lämnar i avseende på noggrannhet intet övrigt att önska och har därför begagnats vid undersökning och gradering av hygrometrar, konstruerade efter andra grunder.